# Johann Lang (Architekt)

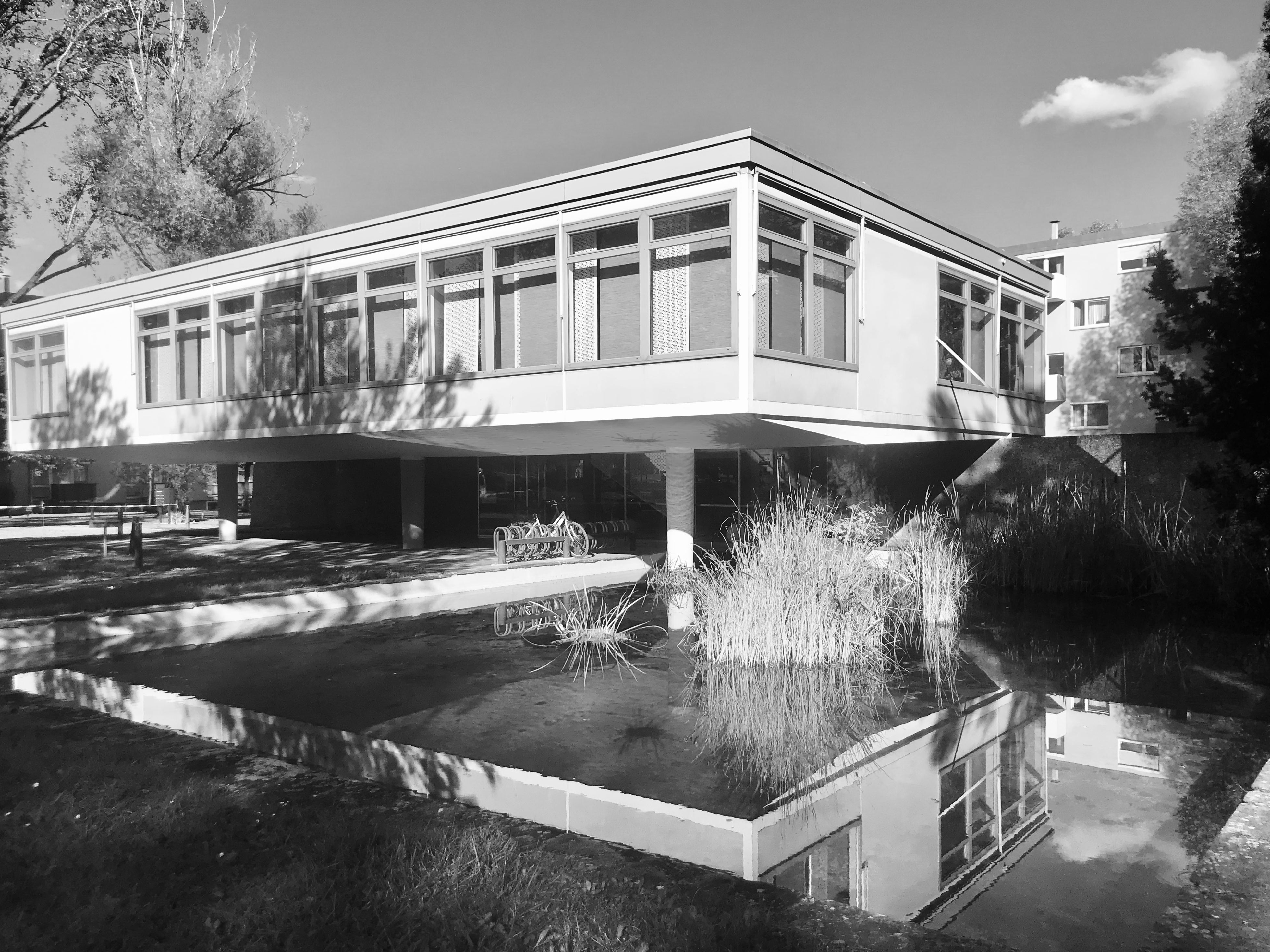
Atelier am Brückenkopf

Johann Lang (* 1910; † ermordet 19. oder 20. April 1966 in Ingolstadt) war ein deutscher Architekt und wurde als Ingolstädter Häuserkönig bezeichnet.

## Werdegang

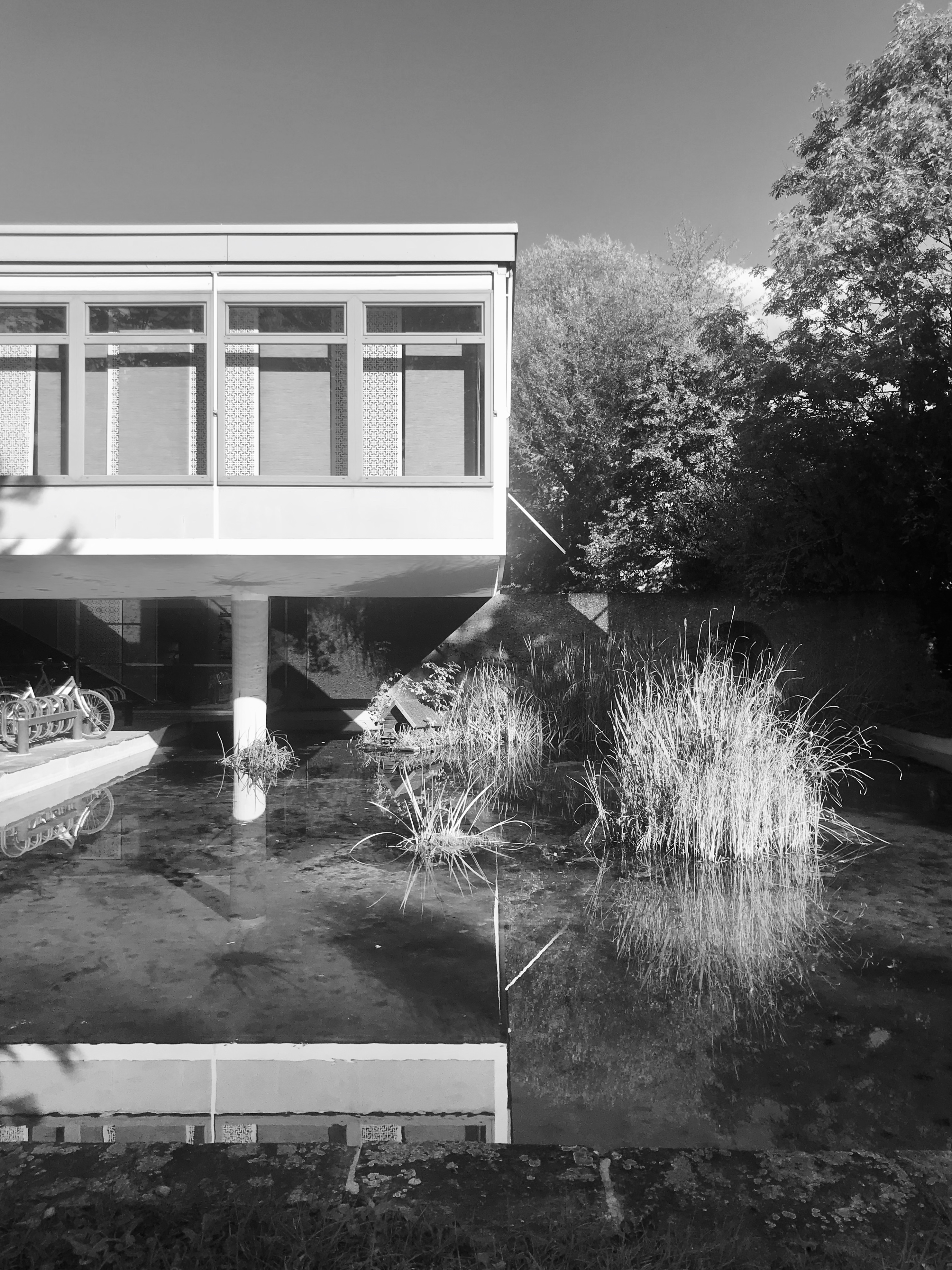
Atelier (Detail: filigraner Wasserspeier)

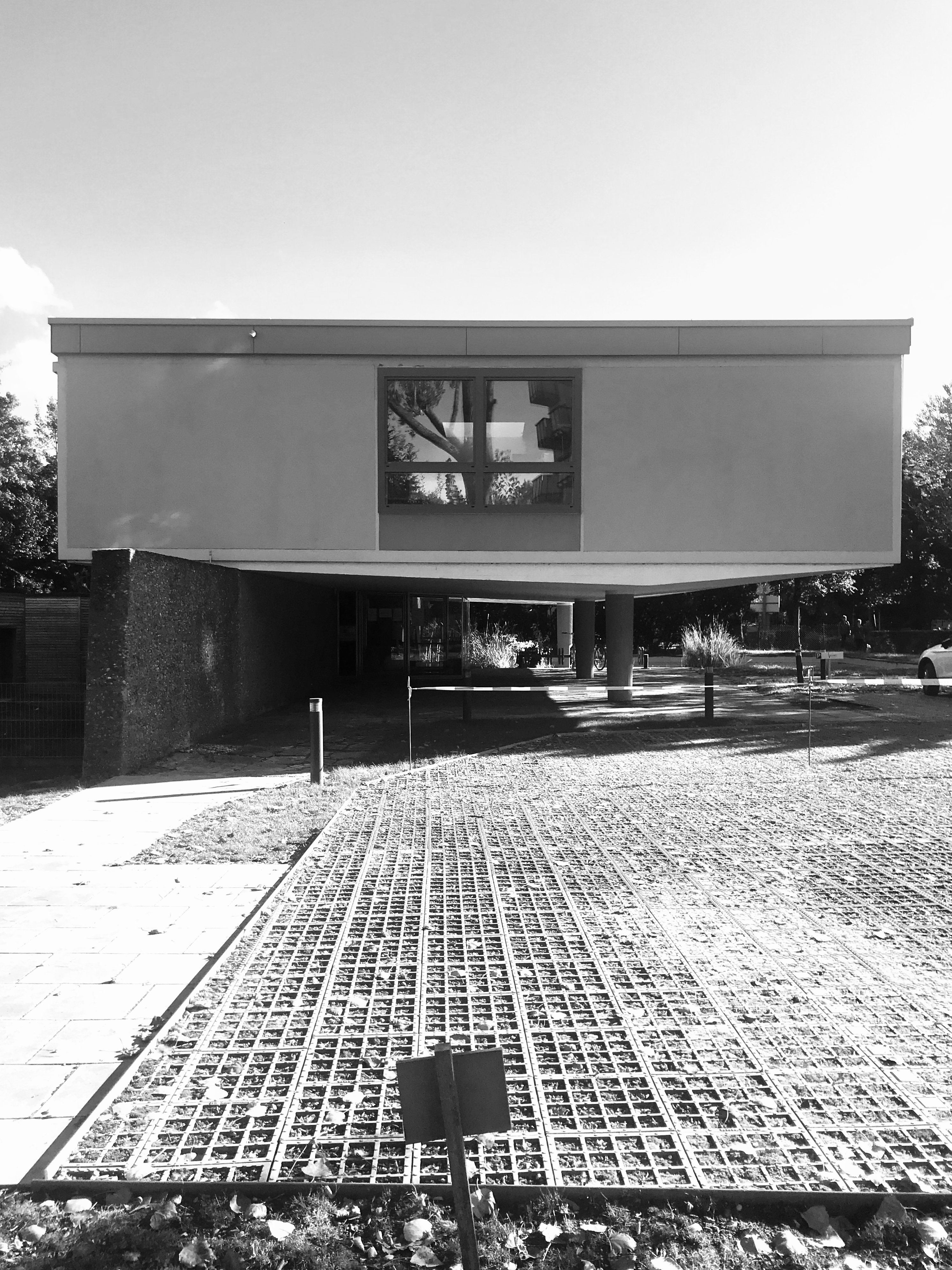
Atelier (Konstruktion: Stützmauer und drei Stützen)

Johann Lang studierte Architektur und eröffnete ein Architekturbüro in Ingolstadt. Sein 1960 errichtetes Atelier am Brückenkopf wurde 2007 durch das Bayerische Landesamt für Denkmalpflege in die Liste der Baudenkmäler in Ingolstadt eingetragen. Einer seiner Mitarbeiter im Architekturbüro war Reinhard Kolb.
Tod
Lang wurde zusammen mit seiner Tochter Christel vom Hausmeister in seinem einst selbst geplanten Hochhaus in der Goethestraße aufgrund von finanziellen Streitigkeiten ermordet. Dieser Doppelmord ging als einer der „spektakulärsten Kriminalfälle“ in die Ingolstädter Geschichte der Nachkriegszeit ein.

## Bauten
- 195?: Zwillingshochhäuser – Goethestraße 140 und 142, Ingolstadt[4][5]
- 1958–1960: Atelier Lang, Ingolstadt[6]
- 1964: Hochhaus – Westliche Ringstraße 5, Ingolstadt
- um 1960: Wohnanlage am Brückenkopf, Ingolstadt[7]
- um 1962: Lang-Hotel, Ingolstadt (abgerissen)[8]
- Wohnanlage Feselenstraße, Ingolstadt

## Ehrungen
- Atelier Lang ist Baudenkmal von Ingolstadt[9]

## Ehemalige Mitarbeiter
- Sepp Zahn